# 劉宣 (宋朝)
劉宣（？—1130年代），宋朝秦凤路兵马都监。
金兵入关、陕时，劉宣派人持蜡书暗中与吴玠相联系，想要率金将任拱等以所部回归南宋。约日已定，被人告发，劉宣为金人所杀，其家属流放曹州。